# Lucilla Morlacchi
Lucilla Morlacchi (Milano, 29 aprile 1936 – Milano, 13 novembre 2014) è stata un'attrice italiana.

## Biografia
Lucilla Morlacchi frequentò l'Accademia dei filodrammatici di Milano e debuttò con la compagnia di Ernesto Calindri e Lina Volonghi ne Il maggiore Barbara di George Bernard Shaw, il 3 ottobre 1956 al Teatro Eliseo di Roma. Per due stagioni collaborò con la compagnia Calindri-Volonghi, quindi con la compagnia Calindri-Zoppelli, finché Luchino Visconti nel 1960 la scritturò ne L'Arialda di Giovanni Testori. Successivamente Visconti le affidò il ruolo di Concetta nel film Il Gattopardo (1963) e quello di Varja nella messa in scena del Giardino dei ciliegi di Anton Čechov (1965).
Poco attiva nel cinema, alternò gli impegni alla radio con la televisione e il teatro. Nel periodo 1961-1977 collaborò con il Teatro Stabile di Genova, sotto la direzione di registi già affermati come Luigi Squarzina, in particolare, e Luca Ronconi. Nel periodo 1978-1989 stabilì un solido rapporto artistico con Franco Parenti e Andrée Ruth Shammah, animatori del Salone Pier Lombardo di Milano.
Per la regia di Massimo Castri interpretò Le serve di Jean Genet, che le valse il premio Eleonora Duse 1990 e il premio Ennio Flaiano 1992. Sempre nel 1990, alle Orestiadi di Gibellina, interpretò La sposa di Messina di Friedrich Schiller, con Massimo Popolizio e Giulio Scarpati, per la regia di Elio De Capitani. Nel 1995, alla Biennale di Venezia, interpretò I Turcs tal Friul di Pier Paolo Pasolini, nuovamente per la regia di Elio De Capitani.
Il 30 gennaio 2008, al Teatro Filippo Marchetti di Camerino, debuttò nel ruolo di suor Aloysia ne Il dubbio di John Patrick Shanley, con Stefano Accorsi (nella parte di padre Flynn) e la regia di Sergio Castellitto. Il successo di pubblico portò a una seconda stagione di repliche.
Nel 2012 presentò Lo schifo. Omicidio non casuale di Ilaria Alpi nella nostra ventunesima regione, testo di denuncia civile, scritto da Stefano Massini, sull'assassinio di Ilaria Alpi e Miran Hrovatin.
Negli anni si dedicò anche alle letture: nel 1997 la lettura integrale del Vangelo secondo Matteo, letture dantesche a più riprese e le poesie di Alda Merini. La sua ultima apparizione in pubblico è stata il 17 luglio 2014 al Sacro Monte di Varese con Il Grande Inquisitore, da Fëdor Dostoevskij.
Muore improvvisamente la mattina del 13 novembre 2014 nella sua casa di Milano, la sua urna riposa nella stessa casa dove abitava.

## Filmografia

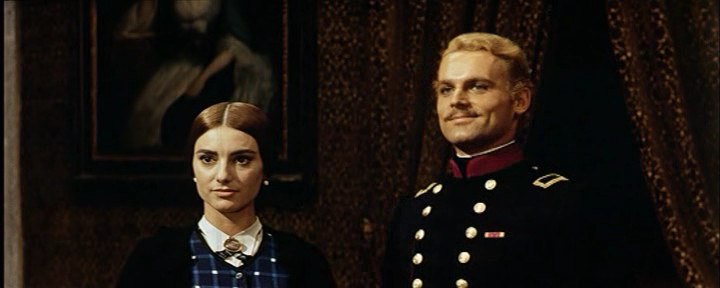
Ne Il Gattopardo (1963) di Luchino Visconti, accanto a Mario Girotti

### Cinema
- I fratelli corsi, regia di Anton Giulio Majano (1961)
- Una storia milanese, regia di Eriprando Visconti (1962)
- Il Gattopardo, regia di Luchino Visconti (1963)
- Un amore, regia di Gianni Vernuccio (1965)
- Stregone di città, regia di Gianfranco Bettetini (1974)
- La bellezza del somaro, regia di Sergio Castellitto (2010)

### Televisione
- Lady Frederick di Somerset Maugham, regia di Giacomo Vaccari, trasmesso l'11 luglio 1958.
- Frana allo scalo nord di Ugo Betti, regia di Sandro Bolchi, trasmesso il 20 marzo 1959.
- Il romanzo di un maestro, dal romanzo omonimo di Edmondo De Amicis, sceneggiatura di Grazia Dore e Anna Maria Rimoaldi, regia di Mario Landi, sceneggiato televisivo in 5 puntate, trasmesso dal 18 aprile al 16 maggio 1959.
- Il gatto in cantina di Nando Vitali, regia di Eros Macchi, trasmesso il 2 giugno 1959.
- Giulio Cesare di William Shakespeare, regia di Sandro Bolchi, scene e costumi di Pier Luigi Pizzi, trasmesso il 22 luglio 1959.
- Miss Mabel di Robert Cedric Sherriff, regia di Sandro Bolchi, trasmesso il 9 ottobre 1959.
- Ottocento, dal romanzo omonimo di Salvator Gotta, sceneggiatura di Alessandro De Stefani, regia di Anton Giulio Majano, sceneggiato televisivo in 5 puntate, trasmesso dal 6 dicembre 1959 al 3 gennaio 1960.
- Vita col padre e con la madre, dai romanzi di Howard Lindsay e Russel Crouse, regia di Daniele D'Anza, sceneggiato televisivo in 4 puntate, trasmesso dal 7 al 28 febbraio 1960.
- Il Cardinale di Louis N. Parker, adattamento di Diego Fabbri, regia di Silverio Blasi, trasmesso l'11 luglio 1960.
- Carlotte Löwensköld, dal romanzo omonimo di Selma Lagerlöf, riduzione televisiva di Werther Bellodi e Ada Salvatore, regia di Eros Macchi, trasmesso il 23 settembre 1960.
- Il malato immaginario di Molière, regia di Alessandro Brissoni, trasmesso il 2 dicembre 1960.
- Essi arrivarono a una città di John Boynton Priestley, regia di Anton Giulio Majano, trasmesso il 14 aprile 1961.
- Chiamami bugiardo di John Mortimer, regia di Anton Giulio Majano, trasmesso il 12 maggio 1961.
- Erano tutti miei figli di Arthur Miller, regia di Eros Macchi, trasmesso il 26 maggio 1961.
- La brocca rotta di Heinrich von Kleist, regia di Sandro Bolchi, trasmesso il 27 dicembre 1961.
- La folle giornata ovverosia Il matrimonio di Figaro di Pierre-Augustin Caron de Beaumarchais, regia di Virginio Puecher, trasmesso il 22 ottobre 1962.
- La data, originale televisivo di Belisario Randone, regia di Giuliana Berlinguer, trasmesso il 21 gennaio 1965.
- Giulio Cesare di William Shakespeare, regia di Sandro Bolchi, scene di Maurizio Monteverde, costumi di Maurizio Mammì, trasmesso il 19 febbraio 1965.
- Addio giovinezza! di Sandro Camasio e Nino Oxilia, regia di Silverio Blasi, trasmesso il 7 maggio 1965.
- La figlia del capitano, dal romanzo omonimo di Aleksandr Sergeevič Puškin, riduzione televisiva di Fulvio Palmieri e Leonardo Cortese, regia di Leonardo Cortese, sceneggiato televisivo in 6 puntate, trasmesso dal 19 maggio al 23 giugno 1965.
- Il gioco delle vacanze di Mihail Sebastian, regia di Carlo Di Stefano, trasmesso il 13 agosto 1965.
- Il fiore sotto gli occhi di Fausto Maria Martini, regia di Alessandro Brissoni, trasmesso il 10 settembre 1965.
- Il ventaglio di Lady Windermere di Oscar Wilde, regia di Carlo Di Stefano, trasmesso il 17 giugno 1966.
- La felicità domestica, dal romanzo omonimo di Lev Tolstoj, sceneggiatura di Gian Domenico Giagni e Giuseppe Lazzari, regia di Gian Domenico Giagni, trasmesso il 27 luglio 1966.
- Cosa per cosa, originale televisivo di Flavio Nicolini, regia di Marco Leto, trasmesso il 4 novembre 1966.
- Niente per Salomone di Vico Faggi, regia di Gianfranco Bettetini, trasmesso il 28 maggio 1967.
- Figli d'arte di Diego Fabbri, regia di Flaminio Bollini, trasmesso il 5 dicembre 1967.
- Il segretario particolare di Thomas Stearns Eliot, regia di José Quaglio, trasmesso il 16 giugno 1968.
- Non te li puoi portare appresso di George Kaufman e Moss Hart, regia di Mario Landi, trasmesso il 7 settembre 1969.
- Dove è finito Hermann Schneider? di Luigi Lunari, regia di Claudio Fino, trasmesso il 21 settembre 1969.
- Una delle ultime sere di carnovale di Carlo Goldoni, regia di Luigi Squarzina, trasmesso il 13 gennaio 1970.
- I giusti di Albert Camus, regia di Enrico Colosimo, trasmesso il 1 settembre 1970.
- Tristi amori di Giuseppe Giacosa, regia di Enrico Colosimo, trasmesso il 25 agosto 1972.
- Partita chiusa, originale televisivo di Paolo Levi e Guido Guidi, regia di Silverio Blasi, trasmesso il 26 ottobre 1972.
- La porta sbagliata di Natalia Ginzburg, regia di Guido Stagnaro, trasmesso il 14 dicembre 1972.
- La famiglia Barrett di Rudolf Besier, regia di Fulvio Tolusso, trasmesso il 18 maggio 1973.
- Stregone di città, sceneggiatura di Gianfranco Bettetini, Giuseppe Ricca e Francesco Casetti, regia di Gianfranco Bettetini, trasmesso il 30 maggio 1974.
- La diagnosi di Alec Coppel, regia di Guido Stagnaro, trasmesso il 2 agosto 1974.
- I rusteghi di Carlo Goldoni, regia di Luigi Squarzina, regia televisiva di Massimo Scaglione, trasmesso il 23 agosto 1974.
- Inchiesta in casa Kluger, episodio della serie Senza uscita, sceneggiatura di Enrico Roda, Nazareno Marinoni, Salvatore Nocita, regia di Salvatore Nocita, trasmesso il 15 e 17 ottobre 1974.
- Aggressione nella notte di Alfonso Sastre, regia di Pino Passalacqua, trasmesso il 19 dicembre 1975.
- Vita amori autocensura e morte in scena del signor di Molière nostro contemporaneo ovvero il Tartufo di Molière, Bulgakov, Squarzina, regia di Luigi Squarzina, trasmesso il 6 e 13 febbraio 1976.
- La morte di Erminia, episodio della serie Solo la verità, sceneggiatura di Enrico Roda, regia di Dino Bartolo Partesano, trasmesso il 27 giugno 1976.
- Esuli di James Joyce, regia di Daniele D'Anza, trasmesso il 17 settembre 1976.
- La casa nova di Carlo Goldoni, regia di Luigi Squarzina, trasmesso il 29 ottobre 1976.
- La commediante veneziana, dal romanzo di Raffaele Calzini, sceneggiatura di Fabio Pittorru, regia di Salvatore Nocita, sceneggiato televisivo in 5 puntate, trasmesso dal 15 aprile al 13 maggio 1979.
- La metamorfosi, dal racconto omonimo di Franz Kafka, traduzione e adattamento di Giuseppe D'Avino, regia di Gian Domenico Giagni, trasmesso il 31 marzo 1980.
- La palla al piede di Georges Feydeau, regia di Franco Parenti, trasmesso il 12 gennaio 1981.
- La più forte di August Strindberg, regia di Guido Stagnaro, trasmesso il 17 maggio 1982.
- Tre anni dal racconto omonimo di Anton Čechov, sceneggiatura di Gianfranco Calligarich e Salvatore Nocita, regia di Salvatore Nocita, sceneggiato televisivo in 4 puntate, trasmesso dal 30 gennaio al 20 febbraio 1983.
- Le donne de casa soa di Carlo Goldoni, regia di Gianfranco De Bosio, trasmesso il 24 agosto 1986.
- I promessi sposi alla prova di Giovanni Testori, regia di Andrée Ruth Shammah, trasmesso il 19 e 20 settembre 1986.

## Teatro
- Il maggiore Barbara di George Bernard Shaw, regia di Silverio Blasi, Roma, Teatro Eliseo, 3 ottobre 1956.
- Ricordati, amor mio di André Birabeau, regia di Ernesto Calindri, Roma, Teatro Eliseo, 20 ottobre 1956.
- Ricci di mare di Aldo Nicolaj, regia di Ernesto Calindri, Roma, Teatro Eliseo, 5 novembre 1956.
- La voce della tortora di John William Van Druten, regia di Giancarlo Galassi Beria (1958)
- La barba del mais di Aldo Nicolaj, compagnia Buazzelli-Volonghi, Milano, Teatro Olimpia, 24 novembre 1958.
- Giulio Cesare di William Shakespeare, regia di Sandro Bolchi, Verona, Teatro romano, 4 luglio 1959.
- L'Arialda di Giovanni Testori, regia di Luchino Visconti, Roma, Teatro Eliseo, 22 dicembre 1960.
- Uomo e superuomo di Bernard Shaw, regia di Luigi Squarzina, Genova, Teatro Eleonora Duse, 16 febbraio 1961.
- Il matrimonio di Figaro di Beaumarchais, regia di Virginio Puecher, Genova, Teatro Duse, 12 gennaio 1962.
- Don Giovanni involontario di Vitaliano Brancati, regia di Gianfranco De Bosio e Paolo Giuranna, Genova, Teatro Duse, 12 marzo 1962.
- Il bell'Apollo di Marco Praga, regia di Luigi Squarzina, Genova, Teatro Duse, 25 ottobre 1962.
- Il diavolo e il buon Dio di Jean-Paul Sartre, regia di Luigi Squarzina, Genova, Teatro Duse, 1º novembre 1962.
- I due gemelli veneziani, di Carlo Goldoni, regia di Luigi Squarzina, Genova, Teatro Duse, 9 marzo 1963.
- Brodo di pollo con orzo di Arnold Wesker, regia di Virginio Puecher, Bologna, Teatro Stabile, 21 marzo 1963.
- Ciascuno a suo modo di Luigi Pirandello, regia di Luigi Squarzina, Genova, Politeama Genovese (stagione 1963-1964)
- La coscienza di Zeno, dal romanzo omonimo di Italo Svevo, adattamento teatrale di Tullio Kezich, regia di Luigi Squarzina, Genova (1964)
- Il giardino dei ciliegi di Anton Čechov, regia di Luchino Visconti, Roma, Teatro Valle, 26 ottobre 1965.
- Il segretario particolare di Thomas Stearns Eliot, regia di José Quaglio, San Miniato, XX Festa del Teatro, 23 agosto 1966.
- Il ciarlatano meraviglioso di Tullio Pinelli, regia di Giuseppe Maffioli, Roma, Teatro Valle, 23 gennaio 1967.
- Il concerto di Sant’Ovidio di Antonio Buero Vallejo, regia di Paolo Giuranna, San Miniato, XXI Festa del Teatro, 26 agosto 1967.
- L'avvenimento di Diego Fabbri, regia di Luigi Squarzina, Genova, Teatro alla Corte, 18 novembre 1967.
- Le baccanti di Euripide, regia di Luigi Squarzina, Genova, Teatro Duse, 1º marzo 1968.
- Una delle ultime sere di carnovale di Carlo Goldoni, regia di Luigi Squarzina, Venezia, Teatro La Fenice, 27 settembre 1968.
- I Rusteghi di Carlo Goldoni, regia di Luigi Squarzina, Venezia, Teatro La Fenice, 27 settembre 1969.
- Madre Courage e i suoi figli di Bertolt Brecht, regia di Luigi Squarzina, Genova, Politeama Genovese, 11 marzo 1970.
- Il Tartufo, ovvero vita amori autocensura e morte del signor Molière nostro contemporaneo, regia di Luigi Squarzina, Genova, Teatro alla Corte, 10 gennaio 1971.
- Le serve di Jean Genet, regia di Mina Mezzadri, Genova, Teatro Duse, 10 marzo 1971.
- Giulio Cesare di William Shakespeare, regia di Luigi Squarzina, Genova, Politeama Genovese, 1º ottobre 1971.
- Questa sera si recita a soggetto di Luigi Pirandello, regia di Luigi Squarzina, Genova, Politeama Genovese, 21 marzo 1972.
- La casa nova di Carlo Goldoni, regia di Luigi Squarzina, Genova, Teatro Duse, 2 febbraio 1973.
- Il fu Mattia Pascal di Tullio Kezich, dal romanzo di Luigi Pirandello, Genova, Teatro Duse, 8 novembre 1974.
- L'anitra selvatica di Henrik Ibsen, regia di Luca Ronconi, Prato, Teatro Metastasio, 6 gennaio 1977.
- Ivanov di Anton Čechov, regia di Andrée Ruth Shammah e Franco Parenti, Milano, Salone Pier Lombardo, 25 ottobre 1978.
- La palla al piede di Georges Feydeau, regia di Franco Parenti e Andrée Ruth Shammah, Milano, Salone Pier Lombardo, 29 dicembre 1978.
- Il maggiore Barbara di George Bernard Shaw, regia di Andrée Ruth Shammah, Milano, Salone Pier Lombardo, 16 gennaio 1980.
- Il malato immaginario di Molière, regia di Andrée Ruth Shammah, Milano, Salone Pier Lombardo, 30 novembre 1980.
- Il misantropo di Molière, Milano, Salone Pier Lombardo, gennaio 1981.
- L'imperatore d'America di George Bernard Shaw, regia di Andrée Ruth Shammah, Milano, Salone Pier Lombardo, 30 aprile 1981.
- Gran can can di orfani, gendarmi, evasi, bari, baroni, banchieri e donne dolenti, di Ettore Capriolo e Franco Parenti, regia di Franco Parenti, Milano, Salone Pier Lombardo, 20 novembre 1981.
- L'ombelico di Jean Anouilh, regia di Andrée Ruth Shammah, Milano, Salone Pier Lombardo, 28 maggio 1982.
- Tartufo di Molière, regia di Peter Lotschak, Padova, Teatro Verdi, 14 dicembre 1982.
- I Promessi Sposi alla prova di Giovanni Testori, regia di Andrée Ruth Shammah, Milano, Salone Pier Lombardo, 27 gennaio 1984.
- La locanda di Norma Maccanna di Gaetano Sansone, regia di Andrée Ruth Shammah, Milano, Salone Pier Lombardo, 16 marzo 1985.
- Orestea di Eschilo, regia di Franco Parenti, Milano, Salone Pier Lombardo, 9 gennaio 1986.
- Le donne de casa soa di Carlo Goldoni, regia di Gianfranco De Bosio, Milano, Salone Pier Lombardo, 25 marzo 1986.
- L'albergo del libero scambio di Georges Feydeau, regia di Andrée Ruth Shammah, Milano, Salone Pier Lombardo, 20 ottobre 1986.
- Dybbuk, da An-Sky, testo e regia di Bruce Meyers, Milano, Salone Pier Lombardo (aprile-maggio 1987)
- Il libro dell'Ecclesiaste, versione e regia di Guido Ceronetti, Milano, Salone Pier Lombardo (maggio 1987)
- Filippo di Vittorio Alfieri, regia di Giovanni Testori, Milano, Salone Pier Lombardo, 2 novembre 1987.
- Cantico di Mezzogiorno di Paul Claudel, regia di Andrée Ruth Shammah, Milano, Salone Pier Lombardo, 18 gennaio 1988.
- Il libro di Giobbe, versione e regia di Guido Ceronetti, Milano, Salone Pier Lombardo, 11 aprile 1989.
- Le serve, di Jean Genet, regia di Massimo Castri, Modena, Teatro Storchi, 16 gennaio 1990.
- La sposa di Messina di Friedrich Schiller, regia di Elio De Capitani, Gibellina, 1º settembre 1990.
- Alcesti di Euripide, regia di Walter Pagliaro, Bari, Teatro Piccinni (febbraio 1992)
- Elena di Rosita Copioli, Longiano, Teatro Petrella, 5 luglio 1992.
- Sogno (ma forse no) di Luigi Pirandello, regia di Walter Pagliaro, Bari, Centro Diaghilev (febbraio 1993)
- Corrispondenze pericolose: Baudelaire, Hoffmann, Poe, Labiche, un progetto di poesia, teatro e letteratura a cura di Walter Pagliaro e Pierfranco Moliterni, regia di Walter Pagliaro, Roma, Teatro Ateneo (febbraio 1993)
- Il Cristo proibito di Curzio Malaparte, riduzione teatrale di Ugo Chiti e Massimo Luconi, regia di Massimo Luconi, San Miniato, XLVIII Festa del Teatro, 15 luglio 1994.
- Ritorni d'emozione di Jean-Paul Wenzel, regia di Walter Pagliaro, Roma, Teatro Vascello, 14 febbraio 1995.
- I Turcs tal Friul di Pier Paolo Pasolini, regia di Elio De Capitani, Arsenale di Venezia, 11 giugno 1995.
- Il Vangelo secondo Matteo, lettura di Lucilla Morlacchi, Milano, basilica di San Marco (marzo 1997)
- Riccardo III di William Shakespeare, regia di Antonio Calenda, Verona, Teatro romano, 25 luglio 1997.
- Giorni felici di Samuel Beckett, regia di Giampiero Solari, Teatro Stabile delle Marche (aprile 1999)
- Ecuba di Euripide, musica di Gian Francesco Malipiero, regia di Massimo Luconi, Mondaino, 23 giugno 2001.
- Madame de Sade di Yukio Mishima, regia di Massimo Castri, Torino, Teatro Carignano, 30 ottobre 2001.
- John Gabriel Borkman di Henrik Ibsen, regia di Massimo Castri, Torino, Teatro Nuovo, 9 aprile 2002.
- La monaca di Monza di Giovanni Testori, regia di Elio De Capitani, Venezia, Festival Internazionale del Teatro, 15 settembre 2004.
- Oedipus Rex di Igor' Stravinskij, direzione di Bruno Bartoletti, Parma, Teatro Regio, 5 aprile 2005.
- Le Troiane, di Euripide, regia di Mario Gas, Siracusa, Teatro greco, 11 maggio 2006.
- Leggere Dante. Beatrice, Firenze, Teatro della Pergola, 16 marzo 2007.
- Il dubbio di John Patrick Shanley, regia di Sergio Castellitto, Modena, Teatro Storchi, 14 febbraio 2008.
- Magnificat, un incontro con Maria di Alda Merini, regia di Massimo Luconi, Prato, Convitto Cicognini, 21 dicembre 2009.
- Lo schifo. Omicidio non casuale di Ilaria Alpi nella nostra ventunesima regione, scritto e diretto da Stefano Massini, Prato, Teatro Metastasio, 19 gennaio 2012.
- Il Grande Inquisitore, da I fratelli Karamazov di Fëdor Dostoevskij, Sacro Monte di Varese, nel festival "Tra sacro e sacro monte" diretta da Andrea Chiodi, 17 luglio 2014.

## Prosa radiofonica
- Una ragazza arrivò, commedia musicale di Dino Buzzati, regia di Alessandro Brissoni, trasmessa il 28 aprile 1959.
- Re Lear di William Shakespeare, regia di Sandro Bolchi, trasmessa il 22 novembre 1960.
- Manfred, op. 115, musica di Robert Schumann, da Byron, direttore Alfredo Simonetto, trasmessa il 21 e 25 novembre 1961.
- Uomo e superuomo di George Bernard Shaw, regia di Luigi Squarzina, trasmesso il 9 novembre 1962.
- Il duro colpo di Alun Owen, regia di Giorgio Bandini, trasmessa il 6 novembre 1964.
- Il malinteso di Albert Camus, regia di Flaminio Bollini, trasmessa il 28 febbraio 1966.
- Pensaci, Giacomino! di Luigi Pirandello, regia di Giacomo Colli, trasmessa il 3 gennaio 1967.
- L'isola disabitata di Pietro Metastasio, regia di Sandro Sequi, trasmessa il 27 maggio 1967.
- Il cavaliere di Lagardère, dal romanzo Le Bossu di Paul Féval, adattamento di Chiara Serino, regia di Carlo Di Stefano, radiodramma in 15 puntate, trasmessa dal 18 settembre al 6 ottobre 1967.
- Gli egoisti, dal romanzo omonimo di Bonaventura Tecchi, adattamento di Diego Fabbri e Claudio Novelli, regia di Pietro Masserano Taricco, 6 puntate, dal 5 ottobre al 9 novembre 1967.
- Formalità, dal racconto omonimo di Luigi Pirandello, adattamento e regia di Ottavio Spadaro, trasmessa il 23 dicembre 1967.
- L'avvenimento di Diego Fabbri, regia di Luigi Squarzina, trasmessa il 15 luglio 1968.
- I condottieri di Carlo Novelli,[11] regia di Giorgio Bandini, trasmessa il 3 febbraio 1969.
- Con Mompracem nel cuore, da Emilio Salgari, adattamento di Marcello Aste e Amleto Micozzi, regia di Marcello Aste, 20 puntate, dal 16 febbraio al 13 marzo 1970.
- I Rusteghi di Carlo Goldoni, regia di Luigi Squarzina, trasmessa il 26 febbraio 1970.
- La sfrontata di Carlo Bertolazzi, regia di Filippo Crivelli, trasmessa il 18 marzo 1970.
- Madre Courage e i suoi figli di Bertolt Brecht, regia di Luigi Squarzina, trasmessa il 19 e 26 aprile 1971.
- Gli orrori di Milano di Carlo Monterosso, regia di Giorgio Pressburger, trasmessa il 13 marzo 1972.
- Mademoiselle Coco, originale radiofonico di Anna Luisa Meneghini, regia di Massimo Scaglione, 15 puntate, trasmesse dal 20 novembre all'8 dicembre 1972.
- Dimenticare Liverpool di James Saunders, regia di Massimo Manuelli, trasmessa il 16 maggio 1973.
- L'opera dell'ebreo di Alter Kacyzne, regia di Luigi Squarzina, trasmessa il 23 maggio 1974.
- I giorni dell'insurrezione di Carlo Castellaneta, regia di Giandomenico Curi, trasmessa il 28 agosto 1975.
- La discesa di Fabio Doplicher, regia di Vittorio Melloni, trasmessa il 20 aprile 1976.
- La canaglia felice, dal romanzo omonimo di Cletto Arrighi, riduzione radiofonica di Ermanno Carsana, regia di Ernesto Cortese, 15 puntate, dal 17 maggio al 4 giugno 1976.
- Il gioco dell'amore e del caso di Marivaux, riduzione di Giuseppe Lazzari, regia di Massimo Scaglione, trasmessa il 15 novembre 1976.
- Il paese delle vacanze di Ugo Betti, riduzione di Renato Mainardi, regia di Massimo Scaglione, trasmessa il 6 dicembre 1976.
- Sapore di miele di Shelagh Delaney, regia di Marco Parodi, trasmessa il 13 febbraio 1977.
- Esuli di James Joyce, regia di Mario Ferrero, trasmessa il 1 dicembre 1977.
- Memorie del mondo sommerso, dalla trilogia di Corrado Alvaro, adattamento di Marco Parodi e Sandro Ricci, regia di Marco Parodi, 10 puntate, trasmesse dall'11 al 22 febbraio 1978.
- Tre donne, poema sinfonico di Silvia Plath, regia di Chiara Serino, trasmessa il 4 aprile 1978.
- Le Rozeno di Camillo Antona Traversi, regia di Lorenza Codignola, trasmessa il 29 luglio 1989.
- Filippo di Vittorio Alfieri, regia di Giovanni Testori, trasmessa il 2 dicembre 1989.
- L'uomo difficile di Hugo von Hofmannsthal, regia di Luigi Durissi, trasmessa il 27 novembre 1993.

## Riconoscimenti
- Premio San Genesio 1966, per la migliore caratterizzazione femminile ne Il giardino dei ciliegi.
- Premio Eleonora Duse 1990, per l'interpretazione ne Le serve di Jean Genet[12].
- Premio Ennio Flaiano sezione teatro 1992, per l'interpretazione ne Le serve di Jean Genet[13].
- Ambrogino d'oro 1985, conferito dal Comune di Milano.
- Premio Ruggero Ruggeri 1986.
- Premio IDI 1996, per l'interpretazione ne I Turcs tal Friul, di Pier Paolo Pasolini[14].
- Premio Veretium 2002, a margine del Festival Teatrale di Borgio Verezzi[15].
- Premio Hystrio 2003, per l'Interpretazione[16].
- Premio Vallecorsi 2005, premio speciale della Giuria[17].
- Premio Flaiano sezione teatro 2009, per l'interpretazione ne Il dubbio di John Patrick Shanley[18]
- Nel 2016 il Comune di Milano ha deciso che il suo nome venga iscritto nel Pantheon di Milano, all'interno del Cimitero Monumentale[19].